# Acevedo (ort)
Acevedo är en ort i Colombia.   Den ligger i departementet Huila, i den sydvästra delen av landet, 400 km sydväst om huvudstaden Bogotá. Acevedo ligger 1 109 meter över havet och antalet invånare är 4 451.
Terrängen runt Acevedo är kuperad åt nordväst, men åt sydost är den bergig. Acevedo ligger nere i en dal. Runt Acevedo är det ganska glesbefolkat, med 42 invånare per kvadratkilometer. Närmaste större samhälle är Timaná, 17,2 km nordväst om Acevedo. Omgivningarna runt Acevedo är en mosaik av jordbruksmark och naturlig växtlighet.